# Jean-Claude Lemoult
Jean-Claude Lemoult (Neufchâteau, 28 de agosto de 1960) é um ex-futebolista profissional francês que atuava como meio-campo, campeão olímpico em Los Angeles 1984

## Carreira
Jean-Claude Lemoult representou o seu país nos Jogos Olímpicos de Verão de 1984, conquistando a medalha de ouro.